# Блумендал
Блумендал (нід. Bloemendaal, pronounced: [ˈblumə(n)ˌdaːl] ( прослухати)) — місто і муніципалітет у Нідерландах, у провінції Північна Голландія. Розташоване на узбережжі Північного моря.

## Населені пункти муніципалітету
Крім безпосередньо міста Блумендала до складу муніципалітету входять наступні села:
- Арденгаут
- Беннебрук
- Бентвелд (частково)
- Вогелензанг
- Овервен

## Топографія
Нідерландська топографічна карта муніципалітету Блумендал, червень 2015 року

## Галерея

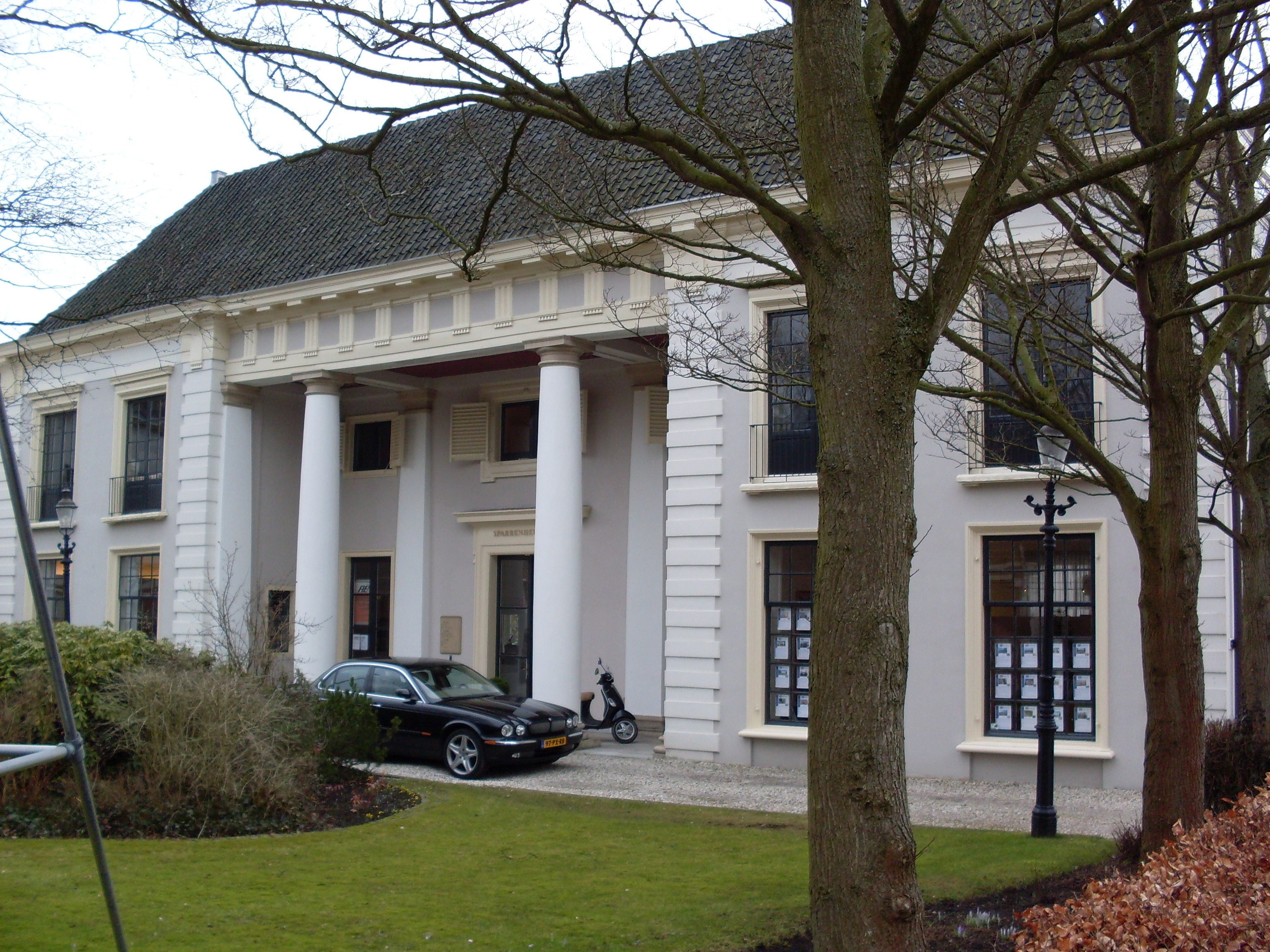
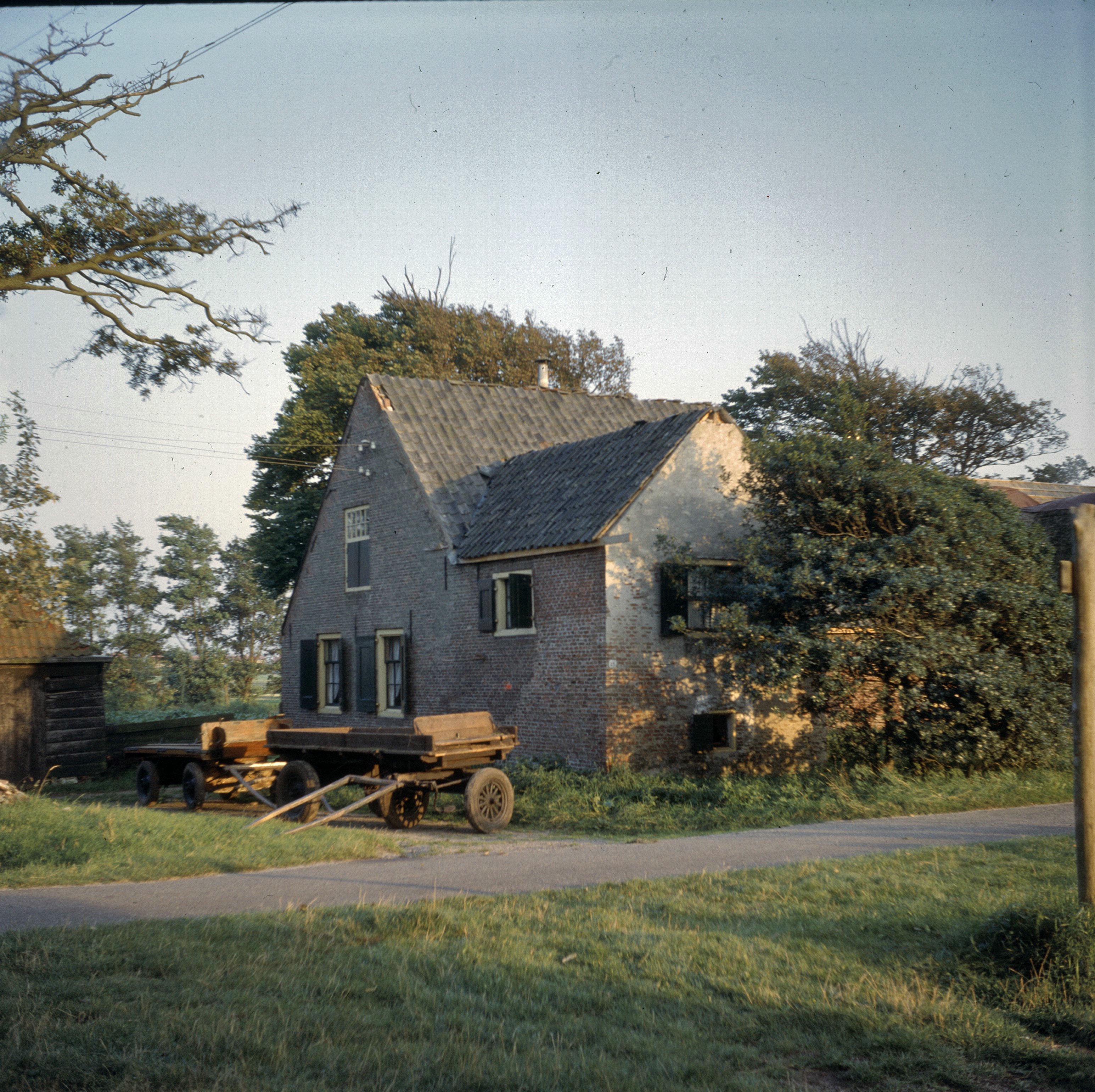
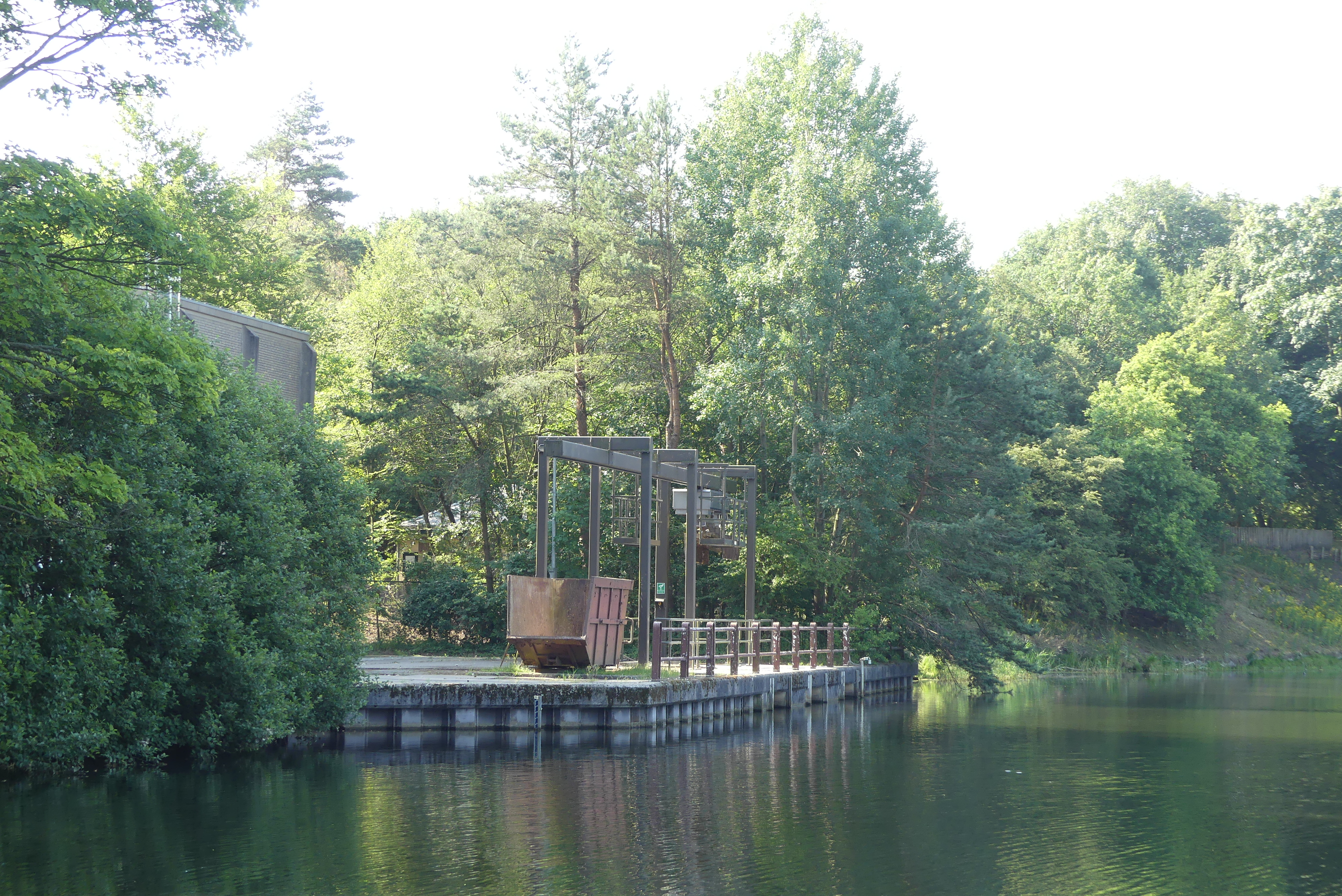
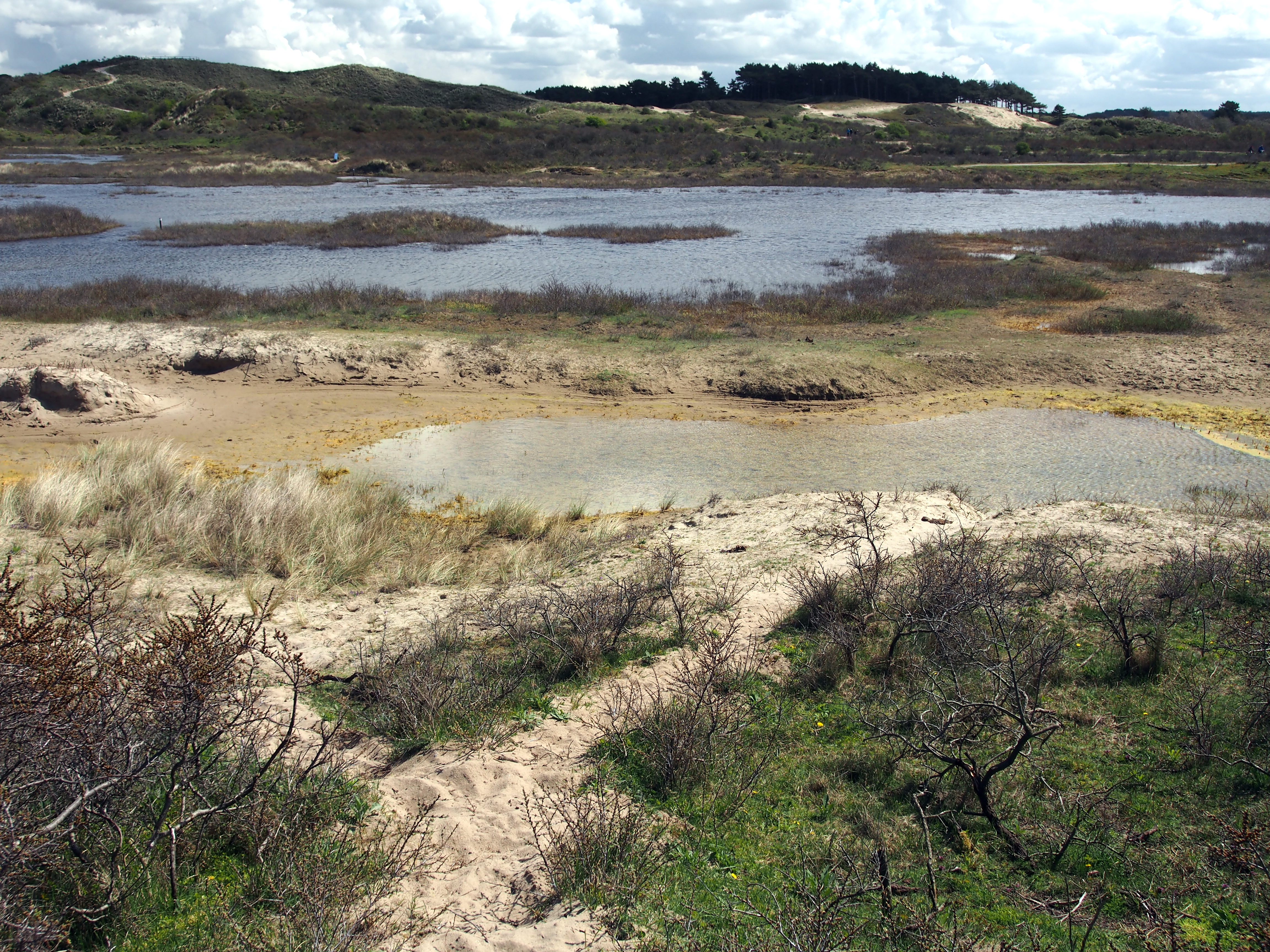

## Визначні уродженці
- Кік Сміт (1911 – 1974) — футболіст, гравець збірної Нідерландів
- Еллен Гог (1986) — хокеїстка на траві, дворазова олімпійська чемпіонка